# Alisha Weir
Alisha Weir, född 26 september 2009 i Dublin, är en irländsk barnskådespelare. Hon har bland annat spelat huvudrollen som Matilda Wormwood, i Netflix musikalfilm Matilda the Musical. År 2024 kommer hon att medverka i Universal Studios monsterskräckfilm Abigail, i rollen som just titelkaraktären Abigail.

## Filmografi (i urval)
- 2022 – Matilda the Musical
- 2024 – Abigail